# Célula de Wigner-Seitz
Em Física do estado sólido o conceito de célula de Wigner-Seitz surge como uma maneira padrão de se definir uma célula primitiva para uma dada rede de pontos geométricos. Essa célula têm importância teórica na determinação da simetria de um cristal. Por outro lado, graças à posição de suas faces, é útil quando desenhada na rede recíproca (Zona de Brillouin), já que pode-se reconhecer os vetores de onda que satisfazem a condição de difração de ordem n = 1 como sendo aqueles que partem de um ponto da rede recíproca e chegam até a borda dessa célula.

## Definição
A célula primitiva definida como a célula de Wigner-Seitz é o local geométrico formado pelos pontos mais próximos de um certo ponto que de qualquer outro ponto em uma Rede de Bravais.

## Construção geométrica

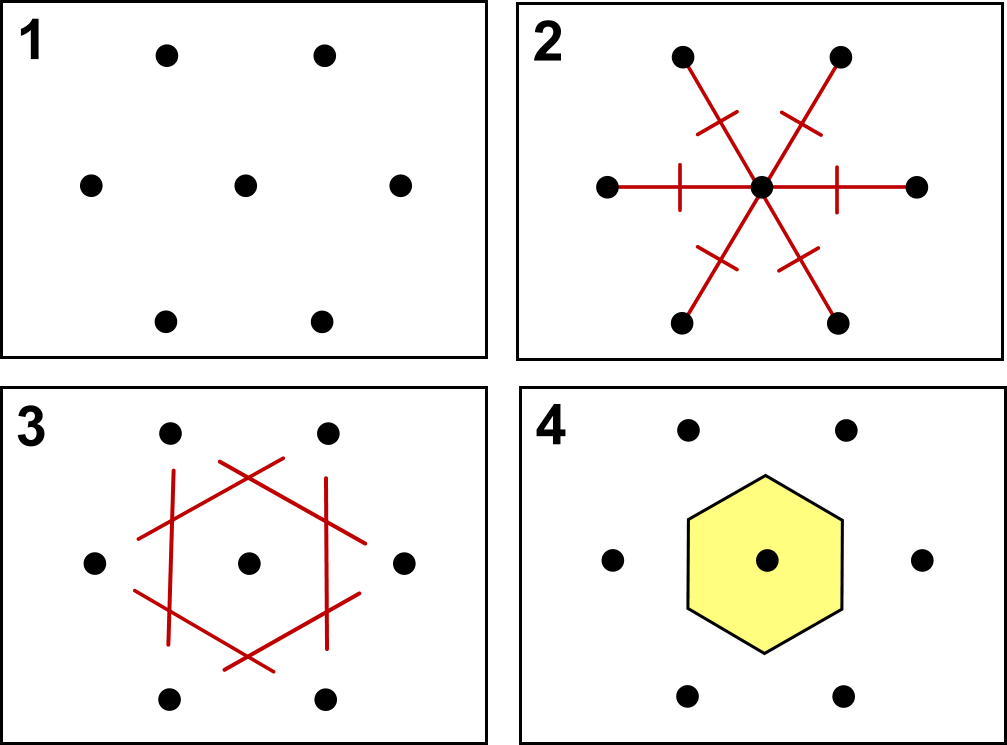
Etapas para a construção de uma célula de Wigner-Seitz 2D.

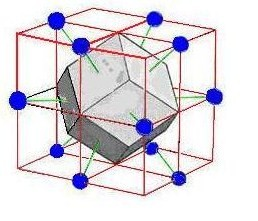
Célula de Wigner-Seitz 3D

Dada uma rede de pontos geométricos com simetria de translação pode-se construir a célula de Wigner-Seitz com os seguintes passos:
1. Escolher um ponto da rede.
2. Traçar segmentos de reta entre o ponto escolhido e seus vizinhos mais próximos.
3. No ponto médio desses segmentos desenhar planos perpendiculares a eles.
4. A região fechada em torno do ponto escolhido é a célula de Wigner-Seitz.

## Célula de Wigner-Seitz no espaço recíproco
Considerando uma rede geométrica com simetria de translação dada por vetores da forma

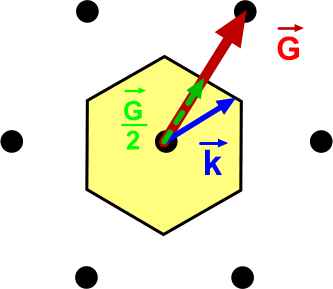
Célula de Wigner-Seitz 2D no espaço recíproco.

{\displaystyle {\vec {T}}=n_{1}{\vec {a}}_{1}+n_{2}{\vec {a}}_{2}+n_{3}{\vec {a}}_{3}}
com {\displaystyle n_{1},n_{2},n_{3}\in \ \mathbb {N} }. Pode-se construir uma rede recíproca e definir o que se chama de primeira zona de Brillouin, que é a célula de Wigner-Seitz do espaço recíproco. Tem-se então uma maneira de se observar geometricamente os vetores de onda {\displaystyle {\vec {k}}} que satisfazem a condição de Laue para difração:
{\displaystyle \left({\frac {\vec {G}}{2}}\right)^{2}={\frac {\vec {G}}{2}}\cdot {\vec {k}}}
onde {\displaystyle {\vec {G}}} é o vetor ligando dois pontos na rede recíproca. Observa-se, então, que todos os vetores de onda que partem do centro da célula e encontram sua fronteira satisfazem essa condição e exitirá um pico de difração para o comprimento de onda {\displaystyle \lambda } dado por
{\displaystyle \lambda ={\frac {2\pi }{|{\vec {k}}|}}}